# Burhanpur (distrikt)
Burhanpur är ett distrikt i Indien.   Det ligger i delstaten Madhya Pradesh, i den centrala delen av landet, 800 km söder om huvudstaden New Delhi. Antalet invånare är 757 847.
Följande samhällen finns i Burhanpur:
- Burhanpur
- Nepa Nagar
- Shāhpur